# Uhlandstraße (metrostation)
Uhlandstraße is een station van de metro van Berlijn, gelegen onder de Kurfürstendamm, nabij de kruising met de Uhlandstraße, in het westelijke stadscentrum (Charlottenburg). Het metrostation werd geopend op 12 oktober 1913 en is het westelijke eindpunt van lijn U1.

## Geschiedenis
De aftakking van het stamtracé van de Berlijnse metro onder de Kurfürstendamm werd gebouwd na lange onderhandelingen tussen de voormalig zelfstandige steden Charlottenburg en Wilmersdorf en de Hochbahngesellschaft. Het metrobedrijf wilde namelijk een nieuwe lijn van Wittenbergplatz naar Wilmersdorf bouwen, die echter gedeeltelijk over het grondgebied van Charlottenburg zou lopen. Charlottenburg zag Wilmersdorf als een grote concurrent wat betreft het aantrekken van kapitaalkrachtige bewoners en een metrolijn naar Wilmersdorf zou de vestiging van rijken weleens een impuls kunnen geven. Daarnaast wenste Charlottenburg al langer een metrolijn onder de bedrijvige Kurfürstendamm. In de zomer van 1910 kwam men tot een oplossing: naast de Wilmersdorf-Dahlemer U-Bahn (nu onderdeel van U3) zou ook Charlottenburg een eigen aftakking van het stamtracé krijgen, van de Wittenbergplatz via de Kurfürstendamm tot het eindpunt Uhlandstraße. Deze 1,2 kilometer lange lijn zou later doorgetrokken moeten worden tot Halensee, maar voorlopig bleef het bij één station: Uhlandstraße. Beide nieuwe aftakkingen werden tegelijkertijd geopend op 13 oktober 1913.
Station Uhlandstraße werd direct onder de straat gebouwd en beschikt over een eilandperron.
Aan beide uiteinden kreeg het station uitgangen, leidend naar de middenberm van de Kurfürstendamm bij de kruising met de Uhlandstraße (west) en de Fasanenstraße (oost). De kenkleur van het metrostation is lichtgrijs, de steunpilaren op het perron zijn blauw geschilderd of betegeld. Ten westen van het station bevinden zich opstelsporen, die bij de Knesebeckstraße eindigen. De architect van het metrostation, dat op de monumentenlijst staat, was Alfred Grenander.

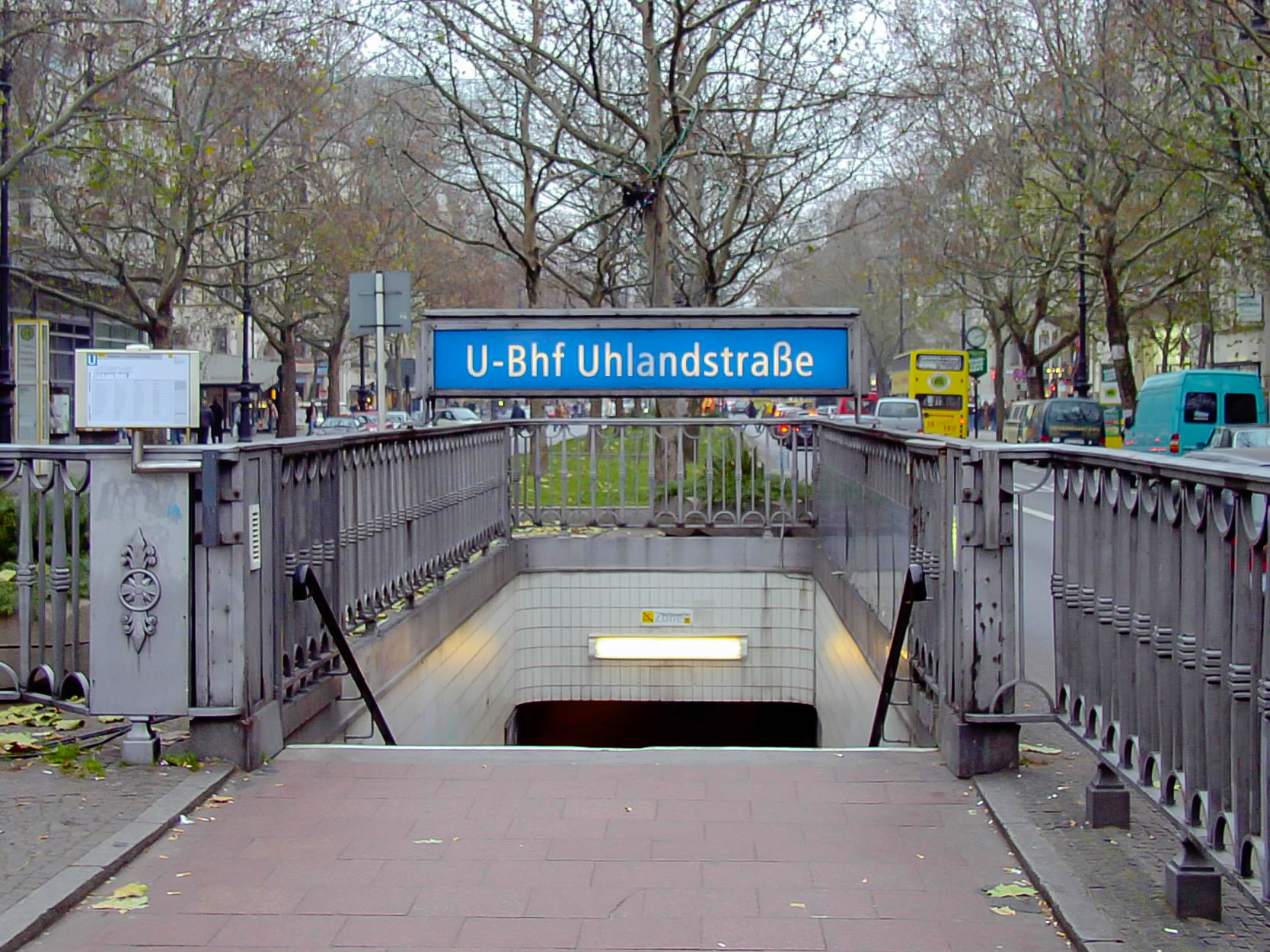
Westelijke ingang in de middenberm van de Kurfürstendamm

Tot 1957 was station Uhlandstraße het westelijke eindpunt van lijn BII naar Warschauer Brücke. In november van dat jaar werd de tak naar Uhlandstraße gesloten voor de invoeging van het station Kurfürstendamm. Dit station was nodig om een overstap op de op dat moment in aanbouw zijnde lijn G (nu U9) mogelijk te maken. Op 2 september 1961 heropende het station. De oostelijke toegang bleef echter gesloten, in plaats daarvan werd een dienstruimte ingericht.
Bij de reorganisatie van het kleinprofielnet in 1966 werd de dienst op de aftakking beperkt tot Wittenbergplatz en deden alleen korte pendeltreinen (lijn 3) station Uhlandstraße aan. Het oostelijke deel van het station werd afgesloten. In 1993 gingen er weer doorgaande treinen vanaf Uhlandstraße naar Warschauer Straße rijden, onder het lijnnummer U15, een tak van de toenmalige U1 (Warschauer Straße ↔ Krumme Lanke). In december 2004 werd de U15 omgenummerd tot U1.
Na een brand in het metrostation Deutsche Oper in 2000 werd besloten dat alle stations van de Berlijnse metro minstens twee uitgangen moeten hebben. In mei 2005 werd de oostelijke uitgang van station Uhlandstraße daarom heropend.

## Toekomst
De opstelsporen ten westen van het station werden aangelegd met het oog op een westelijke verlenging van lijn U1. Deze verlenging was reeds gepland bij de bouw van de korte aftakking, maar is vanwege een gebrek aan financiën nog niet gerealiseerd. De lijn zal de Kurfürstendamm volgen tot voorbij de Adenauerplatz (overstap op lijn U7) en moet uiteindelijk naar de Theodor-Heuss-Platz leiden. Deze verlenging is gedacht als onderdeel van de nieuwe lijn U10, die in het oosten Weißensee moet bereiken, via een aftakking bij de Wittenbergplatz.